# 閻光衍
閻光衍，字发潜，山西長治縣人，清朝政治人物，同進士出身。
康熙四十五年（1706年）丙戌科進士，授湖广会同县知县。